# Salesforce Tower (Indianápolis)
Bank One Tower é um dos arranha-céus mais altos do mundo, com 247 metros (811 ft). Edificado na cidade de Indianápolis, Estados Unidos, foi concluído em 1990 com 49 andares. Possui dois pináculos em sua parte mais alta, porém apenas um deles funciona como uma antena. O outro é apenas uma decoração arquitetônica. Possui 27 elevadores.